# Communist Mutants from Space
Communist Mutants from Space (укр. Комуністичні мутанти з космосу) — відеогра у жанрі Shoot 'em up, розроблена Стівеном Х. Ландрумом для Atari 2600 із касетним аксесуаром Starpath Supercharger. Вона була опублікована у 1982 році у видавництві Starpath (раніше Arcadia). Гра схожа на Galaxian, але вона була змінена різноманітними параметрами, що змінюють ігровий процес.

## Сюжет
Прибульці з комуністичної планети Рускі (англ. Rooskee) нападають на мирні, демократичні планети та перетворюють їхніх мешканців на «комуністичних мутантів». Арміями комуністичних мутантів керує Мати-Істота, дивна інопланетянка, яка збожеволіла від опромінення горілкою.

## Геймплей

Зображення ігрового процесу

Гравець починає з трьома резервними гарматами. Мета полягає в тому, щоб знищити прибульців-мутантів і, найголовніше, Мати-Істоту. Мутанти вилуплюються з рухомих яєць у верхній частині екрана. Оскільки Материнська Істота поповнює запаси яєць, коли вони вилуплюються або знищуються, вона повинна бути переможена, перш ніж гравець зможе перейти до наступної хвилі. Якщо мутант або бомба, кинута мутантом, потрапляє в гармату, гармату буде знищено і необхідно викликати резерв. На кожній наступній хвилі гравець отримує нову гармату.

### Варіанти гри
У меню можна змінювати ігровий процес: гравець може вмикати або вимикати опцію щита. Якщо активовано, режим «щит» дозволяв гравцеві натиснути на джойстик, щоб стати непереможним на короткий період (на рівень виділявся лише один щит). «Деформація часу» дозволяє гравцеві натиснути джойстик, щоб тимчасово сповільнити ворогів. Тип пострілу можна змінити, увімкнувши опцію «проникливий вогонь» (що посилює випущений промінь, щоб він міг вразити двох мутантів, а не одного) та/або опцію «керований вогонь» (що змушує промінь переміщатися). джойстиком, а не стріляти по прямій лінії).
Меню також дозволяє грати кільком гравцям (до чотирьох). Перший і третій гравці використовують перший джойстик, а другий і четвертий — другий.

## Великоднє яйце
Утримання кнопки вогню під час увімкнення живлення Atari 2600 призводить до того, що «HI» на екрані найкращих результатів змінюється на «SHL», ініціали програміста Стівена Х. Ландрума.

## Відгуки
- 1982
  - JoyStik[6]
    - Графіка: 9
    - Геймплей: 9
    - Довжина: 8
    - Загальна оцінка: R

  - Games World of Puzzles[en] — одна з найкращих у жанрі «стрілянина в небі».[7]
- 1983
  - TeleMatch — «заслуговує лише на хорошу оцінку»[8]
- 2005
  - The Atari Times 
    - Оцінка графіки: 78%
    - Оцінка музики: 90%
    - Оцінка геймплею: 100%
    - Оцінка управління: 100%
      - Загальна оцінка: 88%.[9]
- 2006
  - The Video Game Critic — A-.[10]
- 2016
  - 8-Bit Central — [11]

## Подальше читання
- TV Gamer за березень 1984, с. 41